# Dreyfus Records
La Dreyfus Records è un'etichetta discografica francese fondata nel 1991 da Francis Dreyfus con sede a Parigi

## Storia
Francis Dreyfus fondò La Disque Dreyfus nel 1985. L'etichetta era parte della società di famiglia Dreyfus e proprietà della Dreyfus Records, distributore di musica francese. Il 4 gennaio 2013 l'azienda ha cessato le proprie operazioni e il suo catalogo è stato assorbito dal gruppo di gestione dei diritti BMG.
La Dreyfus Records è stata fondata nel 1991 a Parigi come divisione della società Francis Dreyfus Music per riesumare gli album di Charlie Haden, Eddy Louiss, Red Mitchell, Michel Portal, Bud Powell, John Lewis e Martial Solal. Nel 1992 Dreyfus ha prodotto nuove registrazioni di Philip Catherine, Richard Galliano, Steve Grossman, Roy Haynes, Didier Lockwood, Mingus Big Band e Michel Petrucciani. C'erano anche album di musica inedita da Bill Evans, Stan Getz e Art Pepper.

## Artisti sotto contratto[5]
- Adan Jodorowsky
- Frank Avitabile
- Philip Catherine
- Christophe
- Anne Ducros
- Hadrien Feraud
- Richard Galliano
- Steve Grossman
- Roy Haynes
- Ari Hoenig
- Ahmad Jamal
- Jean-Michel Jarre
- Bert Joris
- Olivier Ker Ourio
- Biréli Lagrène
- Sara Lazarus
- Didier Lockwood
- Eddy Louiss
- Sylvain Luc
- Marcus Miller
- Mingus Big Band
- Térez Montcalm
- Lucky Peterson
- Michel Petrucciani
- Jean-Michel Pilc
- Aldo Romano
- Luis Salinas
- Dorado Schmitt
- Alan Stivell
- Trio Esperança
- Klement Julienne